# Feminist Review
Feminist Review est une revue féministe anglophone.
Fondée en 1979, Feminist Review est une revue qui développe une vision féministe à travers  l'interdisciplinarité.